# Дейви, Джеймс
Джеймс Дейви (англ. James Davey; 25 декабря 1880, Редрат — 18 октября 1951, Редрат) — британский регбист, призёр летних Олимпийских игр.
Джекетт участвовал в летних Олимпийских играх 1908 в Лондоне в соревнованиях по регби. Его сборная провела единственный матч против Австралазии и проиграла его, заняв второе место и получив серебряные медали.